# Manzini Wanderers Football Club
O Manzini Wanderers Football Club é um clube de futebol com sede em Manzini, Essuatíni. A equipe compete atualmente na Premier League de Essuatíni, a principal liga de futebol no país.

## História
O clube foi fundado em 1957. Tornou-se um pilar do futebol essuatiniano, conquistando seis títulos da Premier League de Essuatíni (1983, 1985, 1987, 1999, 2002, 2003) e diversas copas, como a Swazi Charity Cup em 2005. Após um período de dificuldades financeiras e rebaixamento em 2024, o clube foi reintegrado à elite em 2025, após ampliação da liga e embates judiciais.

## Títulos
- Premier League de Essuatíni (6)

1983, 1985, 1987, 1999, 2002, 2003.
- Swazi Charity Cup (1)

2005